# Ratkovská Suchá
Ratkovská Suchá (ungarisch Ratkószuha) ist eine Gemeinde in der südlichen Mittelslowakei.

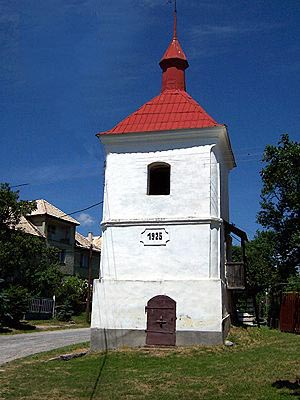

Die Gemeinde liegt westlich von Ratková, links der Hauptstraße 526 Richtung Hnúšťa auf einer Anhöhe zwischen den Tälern des Blh und der Turiec.
Erstmals wurde der Ort unter dem Namen Zuha im Jahre 1323 schriftlich erwähnt. Die Siedlung lag ursprünglich auf dem höher gelegenen Stráne; wegen Wassermangels wurde sie an einen niedrigeren Ort verlegt. Da die Wasserprobleme auch am neuen Ort auftraten, hielt sich der Name Suchá (trocken). Sie zählte zuerst zum Besitz der Familie Derencsényi, später zu dem der Familien Bakos und Lórantffy. Seit dem 18. Jahrhundert gehörte die Gemeinde zur Herrschaft von Muráň.
Auf dem Hauptplatz neben einem alten Baum befindet sich die im klassizistischen Stil erbaute evangelische Kirche aus dem Jahre 1817, die 1949 renoviert wurde. Der Glockenturm aus dem Jahr 1925 markiert das Gemeindezentrum. Heute ist die Gemeinde häufig Ziel von Wochenendhausbewohnern.

## Bevölkerung
| Jahr                | 1994 | 2004    | 2014     | 2024     |
| ------------------- | ---- | ------- | -------- | -------- |
| Anzahl der Personen | 67   | 68      | 49       | 39       |
| Unterschied         |      | +1,49 % | −27,94 % | −20,40 % |

| Jahr                | 2023 | 2024    |
| ------------------- | ---- | ------- |
| Anzahl der Personen | 42   | 39      |
| Unterschied         |      | −7,14 % |